# کاندرهو
کاندرهو (به لاتین: Kandreho) یک منطقهٔ مسکونی در ماداگاسکار است که در بتسیبوکا واقع شده‌است. کاندرهو ۱٬۲۷۵ کیلومتر مربع مساحت و ۷٬۴۰۰ نفر جمعیت دارد.